# 김현기 (1985년)
김현기(1985년 11월 24일 ~ )는 대한민국의 희극 배우다. 그의 현재 거주지는 서울특별시다.

## 이력
대표작으로는 KBS 2TV 프로그램 《개그콘서트》 등이 있는 그는 2008년 연극배우 첫 데뷔하였고 2012년 KBS 27기 공채 개그맨 정식 데뷔하였다.

## 출연작
- KBS2《개그콘서트》
  - 〈핑크레이디〉
  - 〈감수성〉
  - 〈노력의 결정체〉
  - 〈놀고있네〉
  - 〈리얼토크쇼〉
  - 〈엔젤스〉
  - 〈버티고〉
  - 〈불편한 진실〉
  - 〈큰세계〉
  - 〈10년 후〉오기환의 친구 → 권재관의 부하 역
  - 〈아름다운 구속〉
  - 〈기승전병〉
  - 〈리액션 야구단〉
  - 〈왜딩〉
  - 〈죽어도 못 보내〉
  - 〈비호행〉승객  → 좀비 3 역
  - 〈대한민국 전설의 개그맨 정명훈〉
  - 〈핵갈린 늬우스〉
  - 〈비트는 동화〉
  - 〈세.젤.예 (세상에서 제일 예민한 사람들)〉

## 유행어
- 이거!! 이거 이거!(놀고있네)